# Czujnik krzyżowy
Czujnik krzyżowy – punkt automatycznego ustawiania ostrości w aparacie cyfrowym, który ostrość ustawia na podstawie różnic jasności według poziomych jak i pionowych linii obrazu.

## Zasada działania
Ostrość w aparacie ustawiana jest na podstawie kontrastu – polega to na takim ustawieniu soczewek obiektywu, by uzyskany obraz cechował się jak największym kontrastem. W aparatach kompaktowych stosuje się kontrast wzdłuż linii pionowych (kiedy aparat jest w poziomej pozycji) – oznacza to, że ostrość ustawiana jest na podstawie kontrastów pionowych linii, np. ścian budynków czy drzew. Bardziej zaawansowane aparaty takie jak lustrzanki cyfrowe wyposaża się w czujniki krzyżowe, które kontrast ustawiają również według linii poziomych. Dzięki temu autofokus aparatu jest znacznie bardziej precyzyjny – nie ma problemów z ustawieniem prawidłowej ostrości w sytuacji, kiedy w fotografowanej scenie brakuje różnicy jasności o pionowym przebiegu. Przykładem może łódka na tafli jeziora, czy samolot na niebie.